# Strada M11 (Russia)
La strada M11 «Neva» (o anche Autostrada Mosca-San Pietroburgo) è un'autostrada della Russia, che collega Mosca a San Pietroburgo passando per Tver'.
Aperta progressivamente tra il 2014 e il 2024, si tratta dell'unica autostrada in tutta la Russia.

## Storia
Una volta trovate diversi consorzi di aziende interessate all'opera (tra cui la Vinci francese), la costruzione iniziò nel 2010, ma si dovette quasi subito arrestare per l'enorme protesta ambientalista (partecipata anche da personaggi internazionali come Bono degli U2 e alcune autorità del WWF) generata dalla decisione di far passare l'autostrada per la foresta nei pressi di Chimki, alle porte di Mosca.
Dopo la ripresa dei lavori poco dopo, nel 2014 fu aperta la prima parte da Mosca fino a Tver. Il secondo troncone verso San Pietroburgo fu aperto nel novembre 2019, mentre la parte intorno a Tver è stata aperta nel 2024.

## Descrizione

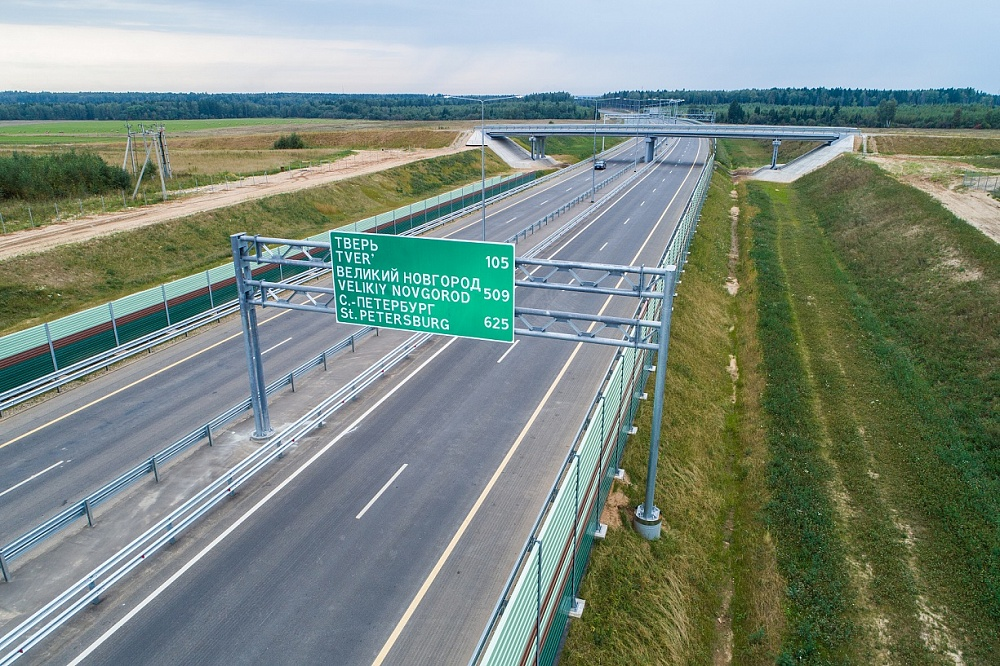
La M11 tra Mosca e Tver.

Essendo stata finanziata in buona parte da capitali privati, l'autostrada è a pedaggio. Scorre parallela alla strada M10, che percorre lo stesso tragitto. Dispone di due corsie per ciascun senso di marcia e vi è la corsia di emergenza.
La M11 passa anche per l'aeroporto internazionale di Mosca.